# Le Magny (Vosges)
Le Magny ist ein Ort und ehemalige Gemeinde im französischen Département Vosges in der Region Grand Est. Sie gehörte zum Arrondissement Épinal.
Der Erlass des Präfekten vom 26. Dezember 2012 legte mit Wirkung zum 1. Januar 2013 die Eingliederung von Le Magny zusammen mit der früheren Gemeinde Fontenoy-le-Château zur gleichnamigen Commune nouvelle Fontenoy-le-Château fest. Der Gemeinderat hat sich in seiner Sitzung am 7. Januar 2013 ausdrücklich gegen die Einrichtung von Communes déléguées ausgesprochen.

## Geografie
Le Magny befindet sich auf einer Höhe von 276 m über dem Meeresspiegel, etwa 31 Kilometer südwestlich von Épinal an der Grenze zum benachbarten Département Haute-Saône. Die Ortschaft liegt in der Région naturelle der Vôge im äußersten Süden der historischen Landschaft Lothringen.
Die Fläche des 3,53 km² großen Ortsgebiets umfasst einen Abschnitt der gewellten Landschaft östlich des oberen Saônetals. Die nördliche Gemarkungsgrenze bildet der Côney, der hier mehrere Flussschleifen zeichnet und für die Entwässerung nach Südwesten zur Saône sorgt. Nördlich und parallel zum Fluss verläuft die Wasserstraße des Canal des Vosges. Die Alluvialniederung des Côney liegt durchschnittlich auf 250 m und weist eine Breite von maximal 300 Metern auf. Mit 242 m über dem Meer wird am Ufer des Côney an der Grenze zur Gemeinde Mailleroncourt-Saint-Pancras der topografisch niedrigste Punkt des Départements Vosges erreicht.
Vom Flusstal des Côney erstreckt sich die Gemarkung südwärts über einen Steilhang auf das angrenzende landwirtschaftlich genutzte Plateau, das eine Höhe von 300 m erreicht. Die östliche Grenze der Gemarkung Le Magny bildet der Ruisseau la Becene, der in den Côney mündet. Weiter nach Südosten dominiert das ausgedehnte Waldgebiet Bois Saint-Georges, an dem Le Magny einen Anteil von etwa 60 Hektarn hat. Auch der Steilhang am Côney sowie der Westen und Nordwesten des Gemeindegebietes sind von Wäldern bedeckt (Le Grand Bois de la Vaivre). In geologisch-tektonischer Hinsicht besteht das Gelände aus Buntsandstein der unteren Trias.
Umgeben wird Le Magny von vier Nachbargemeinden und dem Hauptort von Fontenoy-le-Château:
|                                            | Montmotier                                  |                                           |
| Ambiévillers (Haute-Saône)                 | Kompassrose, die auf Nachbargemeinden zeigt | Fontenoy-le-Château (Fontenoy-le-Château) |
| Mailleroncourt-Saint-Pancras (Haute-Saône) | Fontenois-la-Ville (Haute-Saône)            |                                           |

## Geschichte
Der Name Magny (früher mit dem Zusatz lou Mesnil devant Fontenoi) ist seit dem 13. Jahrhundert belegt. Der Ort lag lange im Gebiet der Terres surséance, das seit Jahrhunderten von der Grafschaft Burgund und dem Herzogtum Lothringen beansprucht wurde. Von 1508 an gab es mehrere Verträge zur Zugehörigkeit des Landstrichs. Erst mit dem Vertrag von Besançon zwischen Louis XIV. und Herzog Leopold von Lothringen, unterzeichnet am 25. August 1704, wurde die Grenze endgültig festgelegt. Le Magny kam mit einigen weiteren Dörfern nach Lothringen, während Fougerolles französisch wurde. Von 1704 bis zur Französischen Revolution gehörte Le Magny zur Vogtei Remiremont in Lothringen, kirchlich aber weiterhin bis zum Jahr 2000 zur Pfarrei Fontenois-la-Ville in der Diözese Besançon (Franche-Comté).
Es gibt keine Kirche in Le Magny. Für die Seelsorge ist die Kirche Saint Mansuy in Fontenoy-le-Château zuständig.
Das Bürgermeister- und Schulgebäude (mairie-école) wurde 1870/1871 errichtet.

### Bevölkerungsentwicklung
| Le Magny: Einwohnerzahlen von 1793 bis 2011                                                                                | Le Magny: Einwohnerzahlen von 1793 bis 2011 | Le Magny: Einwohnerzahlen von 1793 bis 2011 | Le Magny: Einwohnerzahlen von 1793 bis 2011 | Le Magny: Einwohnerzahlen von 1793 bis 2011 |
| --- | ------------------------------------------- | ------------------------------------------- | ------------------------------------------- | ------------------------------------------- |
| Jahr |                                             |                                             |                                             | Einwohner                                   |
| 1793 | 1793                                        |                                             | 132                                         | 132                                         |
| 1800 | 1800                                        |                                             | 134                                         | 134                                         |
| 1806 | 1806                                        |                                             | 150                                         | 150                                         |
| 1821 | 1821                                        |                                             | 140                                         | 140                                         |
| 1831 | 1831                                        |                                             | 160                                         | 160                                         |
| 1836 | 1836                                        |                                             | 159                                         | 159                                         |
| 1841 | 1841                                        |                                             | 192                                         | 192                                         |
| 1846 | 1846                                        |                                             | 190                                         | 190                                         |
| 1856 | 1856                                        |                                             | 202                                         | 202                                         |
| 1861 | 1861                                        |                                             | 180                                         | 180                                         |
| 1866 | 1866                                        |                                             | 176                                         | 176                                         |
| 1876 | 1876                                        |                                             | 166                                         | 166                                         |
| 1881 | 1881                                        |                                             | 148                                         | 148                                         |
| 1886 | 1886                                        |                                             | 159                                         | 159                                         |
| 1891 | 1891                                        |                                             | 153                                         | 153                                         |
| 1896 | 1896                                        |                                             | 138                                         | 138                                         |
| 1901 | 1901                                        |                                             | 142                                         | 142                                         |
| 1906 | 1906                                        |                                             | 117                                         | 117                                         |
| 1911 | 1911                                        |                                             | 150                                         | 150                                         |
| 1921 | 1921                                        |                                             | 137                                         | 137                                         |
| 1926 | 1926                                        |                                             | 146                                         | 146                                         |
| 1931 | 1931                                        |                                             | 149                                         | 149                                         |
| 1936 | 1936                                        |                                             | 145                                         | 145                                         |
| 1946 | 1946                                        |                                             | 120                                         | 120                                         |
| 1954 | 1954                                        |                                             | 103                                         | 103                                         |
| 1962 | 1962                                        |                                             | 84                                          | 84                                          |
| 1968 | 1968                                        |                                             | 67                                          | 67                                          |
| 1975 | 1975                                        |                                             | 38                                          | 38                                          |
| 1982 | 1982                                        |                                             | 41                                          | 41                                          |
| 1990 | 1990                                        |                                             | 36                                          | 36                                          |
| 1999 | 1999                                        |                                             | 32                                          | 32                                          |
| 2006 | 2006                                        |                                             | 43                                          | 43                                          |
| 2011 | 2011                                        |                                             | 32                                          | 32                                          |
| Quelle(n): EHESS/Cassini bis 1999, INSEE ab 2006 Anmerkung(en): Ab 1962 offizielle Zahlen ohne Einwohner mit Zweitwohnsitz |                                             |                                             |                                             |                                             |

Mit 32 Einwohnern (2011) gehörte Le Magny zu den kleinsten Gemeinden des Départements Vosges. Seit den 1970er Jahren wurden relativ geringe Schwankungen verzeichnet.

## Belege
1. ↑  Arrêté du 26 décembre 2012 portant création de la commune nouvelle de Fontenoy-le-Château. Département Vosges, 29. Januar 2013, abgerufen am 2. April 2025 (französisch).
2. ↑  Compte rendu de la séance du conseil municipal du lundi 7 janvier 2013. (PDF) Gemeinde Fontenoy-le-Château, 7. Januar 2013, abgerufen am 2. April 2025 (französisch).
3. ↑  vosges-archives.com/magny (Memento des Originals vom 4. März 2016 im Internet Archive)  Info: Der Archivlink wurde automatisch eingesetzt und noch nicht geprüft. Bitte prüfe Original- und Archivlink gemäß Anleitung und entferne dann diesen Hinweis.
4. ↑  Notice Communale Le Magny. EHESS, abgerufen am 2. April 2025 (französisch).
5. ↑  Populations légales 2006 Commune du Magny (88282). INSEE, abgerufen am 2. April 2025 (französisch).
6. ↑  Populations légales 2011. INSEE, abgerufen am 2. April 2025 (französisch).